# Coleção Sabrina
A Coleção Sabrina é uma coleção de livros de bolso que reúne romances populares vendidos em banca de jornal, publicados pela Editora Nova Cultural.